# Nokia Lumia 505
O Nokia Lumia 505 é um smartphone que foi anunciado em dezembro de 2012 e lançado em janeiro de 2013 com o sistema operacional Windows Phone 7.8. O aparelho teve suas vendas exclusivamente para o mercado latino-americano 